# Heksaoksotricyklobutabenzen
Heksaoksotricyklobutabenzen, C
12O
6 – związek chemiczny, będący formalnie tlenkiem węgla. Z punktu widzenia chemii organicznej jest to homocykliczny, aromatyczny keton zawierający 6 grup ketonowych, tj. grup karbonylowych (C=O) połączonych każda z dwoma atomami węgla. Związek został odkryty w 2006 roku.